# Börte
Börte Udžin (mongolsko Бөртэ үжин, včasih tudi Borte ali Burtai), mongolska plemkinja, * okrog 1162.
Bila je prva Džingiskanova žena, prva dama njegovega dvora in cesarica Mongolskega cesarstva. 

## Mladost
Zgodovinski podatki o Börtinem življenju so zelo skopi. Nekaj malega je zapisano v Tajni zgodovini Mongolov, najstarejšem ohranjenem literarnem delu v mongolskem jeziku, ki je nastalo po Džingiskanovi smrti leta 1227, sicer pa o njej med Mongoli krožijo številne legende. 
Rojena je bila okrog leta 1162. Njen oče Dej Sejčenu je bil poglavar plemena Ungiratov. Njeno pleme je bilo v prijateljskih odnosih s plemenom Kijadov, kateremu je pripadal Temudžin, kasnejši Džingiskan. 
Podrobnosti o tem, kako sta se spoznala in poročila, niso znane. Kmalu po poroki so jo ugrabili sovražni Merkiti in jo kot vojni plen podarili poglavarjevemu bratu Čilger Bokeju. V ujetništvu je ostala osem mesecev, dokler je ni Temudžinu s pomočjo Vang kana in Džakuka  uspelo rešiti. Nekateri poznavalci trdijo, da je bil ta dogodek prelomnica v Temudžinovem življenju, ki ga je privedla na pot velikega osvajalca.
Rodila je štiri sinove in pet hčera, ki so skupaj s potomci tvorili vladajočo elito Mongolskega cesarstva. Najstarejšega sina Džočija je rodila kmalu po vrnitvi iz ujetništva, kar je med Mongoli vzbudilo dvome v Temudžinovo očetovstvo. Kakorkoli že, Temudžin je Džočija priznal za svojega prvorojenega sina, zaradi dvomov o njegovem poreklu pa niti njemu niti njegovim otrokom ni priznal neposrednega nasledstva svojega cesarstva.
Po Temudžinovi izvolitvi za velikega kana - Džingiskana, so Börte kronali za veliko cesarico Mongolskega cesarstva. Med Džingiskanovimi vojnimi pohodi je ostajala v zaledju in pomagala njegovemu bratu Temügeju pri upravljanju države. Börte in Džingiskanova mati Hoelun sta bili Džingiskanovi najbolj zaupni svetovalki. 

## Otroci
Sinovi:
- Džoči, ki zaradi materinega ujetništva morda ni bil Džingiskanov sin
- Čagataj
- Ögedej
- Toluj, ki zaradi očetovega ujetništva pri Džurčenih tudi morda ni bil Džingiskanov sin[2]

Hčerke:
- Kodžen Beki
- Alaki Beki
- Tümelün
- Altalün
- Čečejigen

Poleg Börtinih otrok je imel Džingiskan tudi več otrok z drugimi ženami in priležnicami. Vsi ti otroci so bili v cesarstvu vsaj delno priznani in so dobili ali ozemlje ali vojaške položaje, niso pa mogli biti Džingiskanovi nasledniki.